# Албалат-делс-Сорельс
Албалат-делс-Сорельс, Альбалат-дельс-Сорельс (валенс. Albalat dels Sorells, ісп. Albalat dels Sorells) — муніципалітет в Іспанії, у складі автономної спільноти Валенсія, у провінції Валенсія. Населення — 3856 осіб (2010).

## Географія
Муніципалітет розташований на відстані близько 300 км на схід від Мадрида, 7 км на північ від Валенсії.

## Демографія
Динаміка населення (INE ):

## Галерея зображень

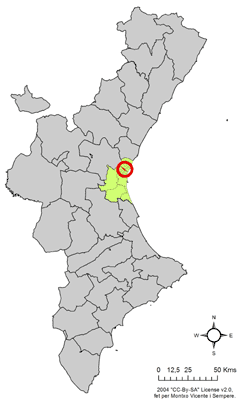
Розташування муніципалітету Албалат-делс-Сорельс у автономній спільноті Валенсія
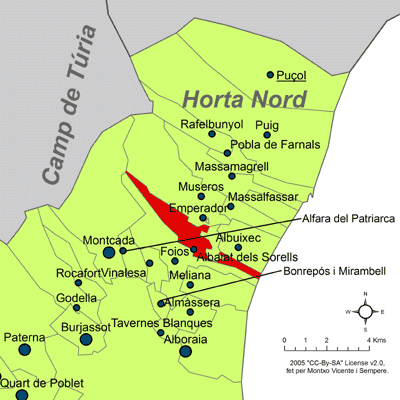
Розташування муніципалітету Албалат-делс-Сорельс у комарці Уерта-Норте
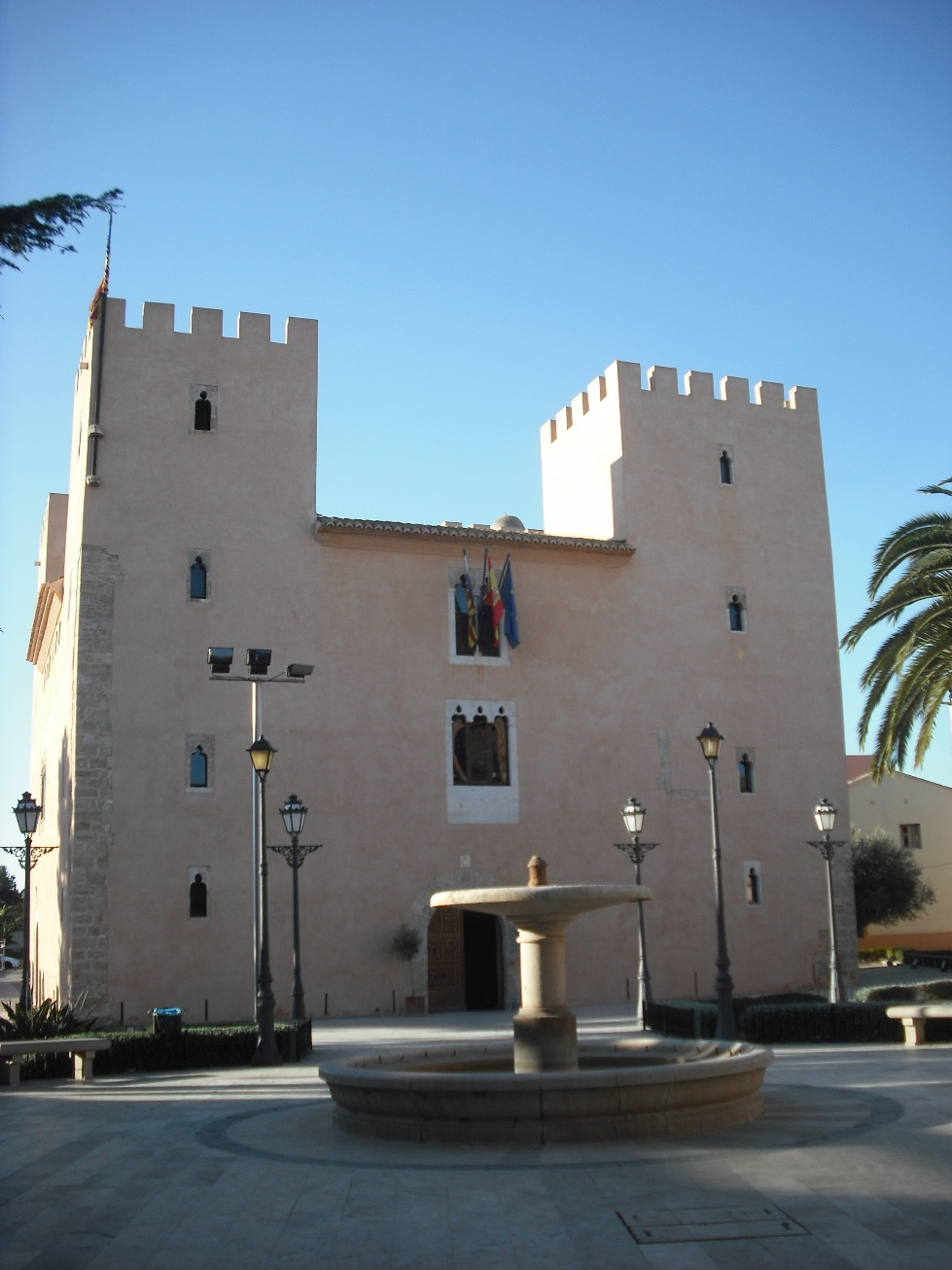
Албалат-делс-Сорельс, замок, тепер - будинок муніципальної ради
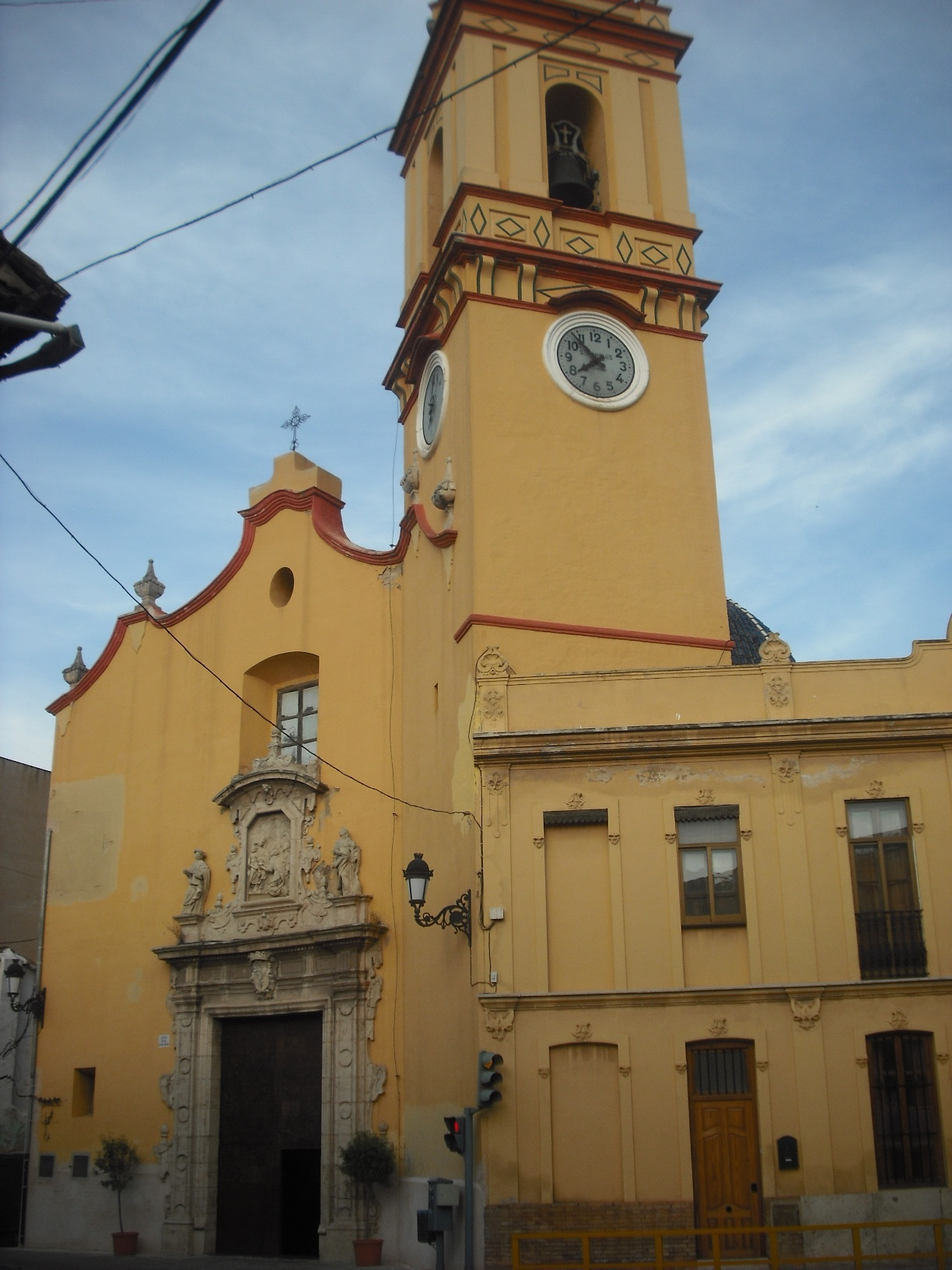
Церква Лос-Сантос-Реєс